# IC 1217
IC 1217 је ознака објекта на координатама са ректансцензијом 16h 16m 3,7s и деклинацијом + 69° 40" 35'. Открио га је Луис Свифт, 2. августа 1888. Каснијим посматрањима на том положају није уочен никакав астрономски објекат.